# یواس‌اس چولیر (دی‌دی-۸۰۵)
یواس‌اس چولیر (دی‌دی-۸۰۵) (به انگلیسی: USS Chevalier (DD-805)) یک کشتی بود که طول آن 390&nbsp;ft 6&nbsp;in (119&nbsp;m) (overall) بود. این کشتی در سال ۱۹۴۴ ساخته شد.